# خودخواسته
خودخواسته نام یک سریال تلویزیونی ایرانی در ژانر کمدی-معمایی و محصول شبکه یک تلویزیون ایران به کارگردانی علیرضا بذرافشان است که در نیمه اول سال ۱۴۰۰ تولید شد.

## داستان
فیلمنامه‌نویس جوانی به نام امید آهی (محمد صدیقی‌مهر) به واسطهٔ ضمانت وامی برای برادر زنش (پاشا جمالی)، دچار چالش‌هایی در زندگی خود می‌شود و او برای یافتن جواهری قدیمی راهی یک آسایشگاه درمانی شده و آنجا بستری می‌شود تا جایی که داستان، او را به پورتوریکو (پژوهشکده تحقیقاتی رفتارهای تکرار شوندهٔ دکتر وارسته می‌کشاند) و به دنبال جواهر سختی‌های زیادی می‌کشد.

## توضیحات
این سریال در تاریخ ۲۳ بهمن ۱۴۰۰ به روی آنتن شبکه یک رفت و به گفته علیرضا بذرافشان کارگردان گفته بود که این سریال با کیفیت 4K تولید شده اما تلویزیون چند قسمت اول آن را با کیفیت SD پخش و این سریال آخرین حضور زنده یاد عزت‌الله مهر آوران در تلویزیون بود.

## بازیگران
- سهیلا گلستانی در نقش سارا احمدی سفید کمر. همسر امید آهی. برادر سهیل. دختر بابا اسدالله. وکیل
- محمد صدیقی‌مهر در نقش امید آهی. همسر سارا. فیلم‌ساز.
- محمد نادری در نقش چنگیز خانی. بزرگ بژوهش کده. برادر فرنگیس. پسر عزیز خانم. عاشق ناهید. دوست جهان.
- عزت‌الله مهرآوران در نقش دکتر کمال وارسته. پزشک اصلی آسایشگاه و پژوهش کده. برادر کوکب. دوست قدرت
- علیرضا استادی در نقش قدرت مرقابی. سر نگهبان آسایشگاه و پژوهش کده. همسر کوکب. عروس وارسته
- باربد بابایی در نقش سعید خواجوی. همسر آتوسا. بیماری در پژوهش کده که عاشق معماست
- علیرضا آرا در نقش افشین خلیق. پلیس مخفی. خواهر زادهٔ میرزایی. بیماری مرموز در پژوهش کده
- حسین پاکدل در نقش دکتر میرزایی. دایی افشین. رابط قوه قضایی و مسئول کارهای قضایی پژوهش کده
- ثریا قاسمی در نقش عزیز خانم. مادر چنگیز و فرنگیس.
- بیژن بنفشه‌خواه در نقش امیر مهدی پور وزیری. وکیل. صاحب دفتر سارا
- میرطاهر مظلومی در نقش اقبال. قاچاق چی عطیقه و عطیقه فروش. دنبال جواهر.
- آتش تقی پور
- اسماعیل محرابی در نقش بابا اسدالله. پدر سارا و سهیل. بازنشته
- ایمان صفا در نقش جمشید کریمی. آدم چنگیز خان. جاسوس جهان.
- پاشا جمالی در نقش سهیل احمدی سفید کمر. برادر سارا. همسر مرضیه. بی‌کار (در نصفهٔ اول فیلم) راننده تاکسی (در نیمهٔ دوم فیلم)
- سامان دارابی
- پیام احمدی نیا جهان. دوست چنگیز. همسر و پسر عمهٔ ناهید
- بهزاد رحیم خانی
- صبا گرگین پور
- محیا دهقانی در نقش آتوسا خواجوی. همسر و دختر عموی سعید. کارمند صرافی
- پادینا کیانی در نقش پریسا. منشی دفتر سارا و پور وزیری. دوسا خانوادگی سارا
- هدیه ازیدهاک
- سعیده عرب مرضیه. همسر سهیل. منشی دفتر یک دکتر زیبایی. بازاریاب کلاه گیس